# ارتش آزادی‌بخش فرانسه
ارتش آزادی‌بخش فرانسه (به فرانسوی: Armée française de la Libération) در سال ۱۹۴۳ میلادی تأسیس شد. این ارتش نتیجه ادغام ارتش آفریقا و نیروهای وابسته به شارل دو گل است که در جنگ‌های تونس و ایتالیا شرکت کرده بود. این ارتش در سال ۱۹۴۴ فرانسه را دوباره تسخیر کرد و در سال ۱۹۴۵ برای به‌دست آوردن حق کاپیتولاسیون وارد آلمان شد و تا ۱۹۵۵ میلادی در این کشور باقی ماند.

## مشخصات
- سال تأسیس: ۱۹۴۳
- سال انحلال: ۱۹۴۵
- کشور: فرانسه و مستعمره‌های آن
- نیروهای مؤثر: ۱۳۰۰۰۰۰ نفر
- نام سابق: ارتش آفریقا
- جنگهایی که در آن شرکت کرده: جنگ جهانی دوم، جنگ ایتالیا، نبرد گارلیگلیانو، آزاد سازی کورس، نبرد مارسی، نبرد نورماندی، نبرد پاریس، فرود به پروانس، نبرد فرانسه.
- فرماندهی تاریخی: ژنرال شارل دو گل و هانری ژیرو Henri Giraud

## انشعاب

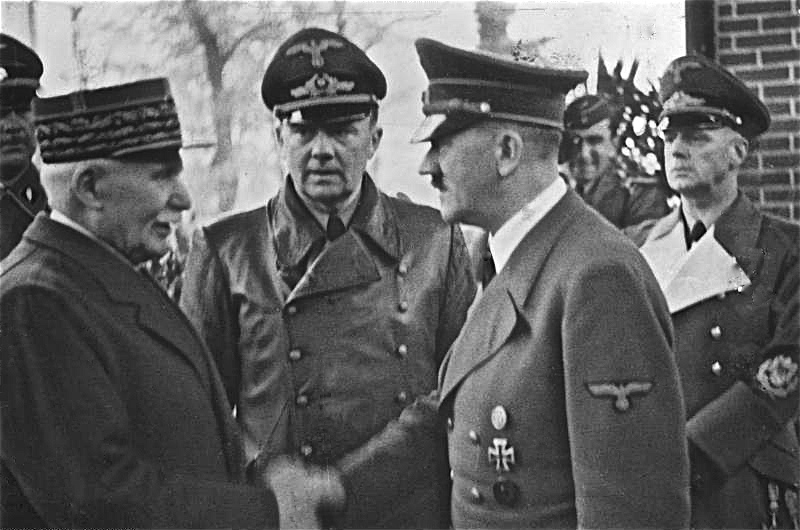
سال ۱۹۴۰فیلیپ پتن و آدولف هیتلر در مونتوار

در ۱۷ ژوئن سال ۱۹۴۰ زمانی که پیام آتش‌بس فیلیپ پتن از رادیو ملی فرانسه پخش شد، ژنرال دوگل یک روز بعد از آن از رادیو بی‌بی‌سی به مقاومت فراخوان داد و بدین ترتیب ارتش فرانسه به دو یا سه قسمت متضاد تقسیم شد، یکی طرفداران پتن یا مارشالیست‌ها که در ویشی مستقر بودند. دیگری طرفداران مارشال دوگل که در لندن مستقر بودند و سومین نیرو در الجزایر حضور داشتند.
اغلب نیروهای ارتش فرانسه وابسته به ژنرال پتن بودند که به ارتش ویشی شناخته می‌شدند و از دولت فرانسه که در ویشی مستقر بود اطاعت می‌کردند. آن‌ها به اشغالگران آلمانی که در منطقه‌ای آزاد شده در جنوب این کشور مستقر بود، وابسته بودند. از سوی دیگر، یک نیروی اقلیت که توسط حکومت ویشی به عنوان «باغی» شناخته می‌شد و رهبرانش نیز به مرگ محکوم شده بود، به عنوان نیروهای فرانسه آزاد (FFL) شناخته می‌شدند.
نیروهای فرانسه آزاد (FFL) فرماندهی سرهنگ جوانی به نام شارل دوگل که به تازگی در میدان جنگ به صورت موقت به عنوان فرمانده تیپ منصوب شده بود را پذیرفته بودند.
در همان ایام ژنرال دوگل به انگلستان رفت و توسط این کشور به عنوان رهبر فرانسه آزاد به رسمیت شناخته شد. او تصمیم گرفت که در اتحاد با هم پیمان بریتانیایی فرانسه به جنگ علیه آلمان‌ها ادامه دهد.

## اتحاد

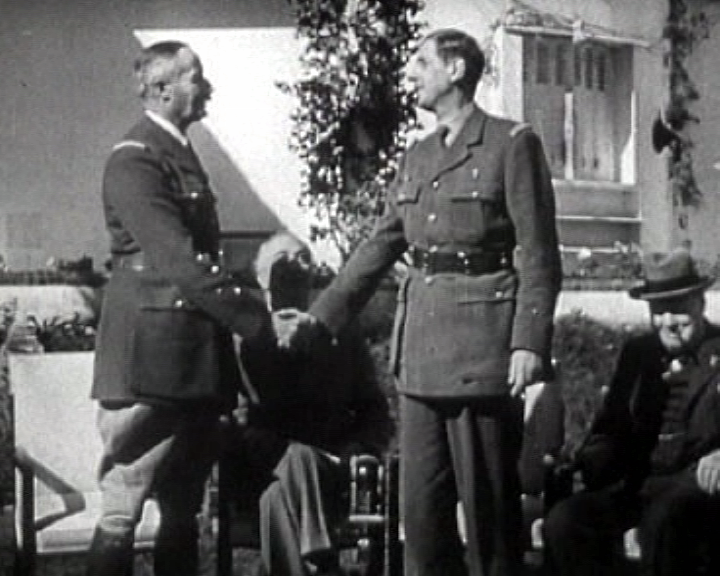
۱۴ ژانویه ۱۹۴۳ژنرال دوگل در سمت راست با ژنرال ژیرو در مقابل فرانکلین روزولت و چرچیل در کنفرانس آنفا در کازابلانکا با هم دست می‌دهند.

در پاییز سال ۱۹۴۲، پس از نبرد بئر حکیم در آفریقای شمالی، که در آن نیروهای تیپ ماری-پیر کونیگ فرانسه و نیروهای بریتانیایی پیشروی‌های ارتش آلمان در لیبی را سد کردند نیروهای فرانسه آزاد(FFL)، رزمندگان بریتانیایی و گروه مارشال رومل آلمانی در لیبی بودند. نیروهای فرانسوی در نبرد العلمین علیه نازی‌ها جنگیدند.
در ۸ نوامبر سال ۱۹۴۲، ارتش آفریقا (نیروهای فرانسه در خارج این کشور)، تحت امر دولت ویشی، در ابتدا مقابل ورود نیروهای متفقین در عملیات مشعل مقاومت کردند ولی به سرعت این رویارویی متوقف شد. در مقابل در تونس، همین نیرو اجازه داد تا نیروهای متحدین بدون مقاومت وارد این کشور شوند. ارتش آفریقا با جنگ‌افزارهای ناکارآمدی که در اختیار داشت به تدریج در کنار متفقین درگیری‌های دشواری را در تونس به پیش برد. گاهی در کنار نیروهای فرانسه آزاد و گاهی نیز در کنار نیروهای ژنرال ادگار دو لارمینا بود ولی بعد از پیروزی، درگیری‌هایش با این نیروها برجسته شد.
در الجزایر جنگ قدرت میان ژنرال دوگل و ژیرو علیه دولت ویشی در جریان بود. نیروهای فرانسه آزاد با وجود کمبود نیرو تلاش می‌کردند که برای خودشان امکانان جمع‌آوری کنند. رهبران ارتش آفریقا از فرارهایی که از صفوفشان می‌شد خسته شده بودند. سرانجام ژنرال ژیرو از آمریکا این موافقت را گرفت که دو تیپ ارتش آزاد را از تریپولی خارج کند. در این اثنا در اول اوت سال ۱۹۴۳ حمایت گروه‌های مقاومت در داخل فرانسه که با ژیرو مخالف بودند (مانند نیروی ژان مونه)، از ژنرال دوگل او را قدرتمند تر کرد و این تغییر تعادل قوا باعث شد که در توافقی این دو نیرو درهم ادغام شوند.
بعد از ادغام برخلاف آنکه نیروهای فرانسه آزاد به صورت رسمی وجود نداشتند ولی عبارت «نیروهای فرانسه آزاد» به‌طور اشتباهی به‌جای «ارتش آزادیبخش فرانسه» بسیار استفاده می‌شد. این مغلطه در اسناد گروه‌های تشکیل دهنده چنین نیرویی در آن زمان وجود ندارد، برعکس تلاش شده که عبارت «فرانسه آزاد» از اسامی گروه‌های نظامی وابسته حذف شود. لشکر اول فرانسه رسماً لشکر آبی ـ خاکی اول نام گرفت ولی این نام را قبول نکرد. لشکر دوم فرانسه نیز لشکر دوم زرهی نام گرفت. اصطلاح «مبارزان نیروهای فرانسوی» نیز در این رابطه که استفاده می‌شود، اشتباه است. در واقع، از ۱۳ ژوئیه ۱۹۴۲، نام رسمی نیروهای فرانسه آزاد به «مبارزان فرانسه» تبدیل شد. مبارزان فرانسه گروه‌های فرانسه آزاد و شبکه‌های مقاومت داخلی مقاومت فرانسه را که توسط دفتر مرکزی اطلاعات و عملیات (BCRA) تشکیل شده بود را با هم متحد کردند.